# Железнодорожная линия Черусти — Уршель
Железная дорога Черусти — Уршель (посёлок Уршельский) — ведомственная ширококолейная железнодорожная линия в Московской и Владимирской областях протяжённостью 20 км. Длительное время, до 2007 года, по линии существовало пассажирское сообщение. До 2001 года линия управлялась Уршельским межотраслевым предприятием промышленного железнодорожного транспорта (УМППЖТ). В настоящее время владельцем линии является ОАО «Красное Эхо».

## История
Линия была построена в 1926 году за несколько месяцев для нужд Уршельского стекольного завода.
В 1932 году на 13-м километре линии было создано торфопредприятие «Тасин Бор», была сооружена промежуточная станция «13 километр». Торф транспортировался по узкоколейной линии на Уршельский стекольный завод для производства газа для печей завода. Для транспортировки торфа участок 13 км — Уршель был трёхниточным (с совмещённым путём широкой и узкой колеи). От использования торфа завод отказался в 1960-е годы. Однако торфопредприятие работало до 1990-х, торф поставлялся на Шатурскую ГРЭС, для чего на станции «13 км» действовал перегруз торфа с узкой на широкую колею.
Пассажирское сообщение существовало на линии с момента её открытия. На начало 1980-х годов в расписании было 5 пар пассажирских поездов в сутки, а ежегодный пассажиропоток доходил до 170 тысяч человек. В 1990-е годы число поездов было сокращено до трёх. В конце 1990-х годов движение временно отменялось, позднее было возобновлено с парностью 1 раз в сутки. В 2007 году пассажирское движение было остановлено окончательно.

## Станции, разъезды, остановочные пункты
- Черусти — начало ветви;
- Черусти (иногда именуется Черусти-2) — станция УМППЖТ, грузовая станция; находится на северо-восточной окраине посёлка Черусти, в 1 километре от станции «Черусти». На станции 3 пути, одна боковая посадочная платформа, предназначенная на один вагон, и одна высокая платформа, предназначенная для погрузки автомобилей в вагоны. Пути непосредственно станции не электрифицированы.
- 6 километр — платформа, неиспользуемый остановочный пункт;
- 12 километр — платформа, неиспользуемый остановочный пункт;
- 13 километр (Тасинский бор) — платформа, неиспользуемый остановочный пункт;
- Уршель — конечная, тупиковая станция на линии.

## Галерея
- Манёвры у стекольного завода, 2009 г.
- ТГМ4А-0963 на 14-м километре, 2009 г.
- Между Уршельским и Тасиным Бором, август 2012 г.
- У пос. Тасинский Бор, сентябрь 2012 г.
- Движение по ветке, сентябрь 2012 г.
- МПТ-4-292 на 2-м километре, 2023 г.
- ТГМ4А-1231 ожидает прибытие вагонов на станции Черусти 2023 г.
- ТГМ4А-1231 на подъездном пути Уршельского стеклольного завода (Железная дорога Черусти — Уршель), 1-й километр. Август 2023 г.
- ТГМ4А-1231 на подъездном пути Уршельского стеклольного завода (Железная дорога Черусти — Уршель), 1-й километр. Июль 2024 г.
- ТГМ4А-1231 на станции Черусти 2 (Железная дорога Черусти — Уршель). Июнь 2024 г.
- ТГМ4А-0963 на подъездном пути Уршельского стеклольного завода (Железная дорога Черусти — Уршель), 1-й километр. Май 2025 г.
- Платформа для машин на станции Черусти-II (Железная дорога Черусти — Уршель). Май 2025 г.
- У ЛЭП, 4-й километр Железная дороги Черусти — Уршель. Май 2025 г.
- Переезд у бывшего разъезда на 6 км. Май 2025 г.
- Переезд у бывшего разъезда на 6 км с видом в сторону Уршеля. Май 2025 г.